# Diego Costa
Diego da Silva Costa (Lagarto, 1988. október 7. –) spanyol labdarúgó, csatár. Jelenleg nincs csapata.

## Pályafutása
Diego da Silva Costa pályafutását a Braga csapatánál kezdte 2006-ban, viszont kölcsönbe igazolt a Penafiel csapatához egy szezonra, ahol 14 mérkőzésen 5 gólt szerzett. Kölcsönszerződése lejártakor a Liga BBVA-ban szereplő Atlético Madrid-hoz igazolt, ahonnan kölcsönben visszakerült egy szezonig a Braga csapatához, ahol 7 mérkőzésen nem sikerült egyszer sem betalálnia.
A következő szezonban ismét kölcsönbe került, azonban most a Celta Vigo csapatához, ahol 30 mérkőzésen ötször volt eredményes a szezonban. Ezt követően az Ablacete csapatához került kölcsönbe, ahol 35 mérkőzésen 9 gólt szerzett.
Kölcsönszerződése lejártakor a Valladolid csapatához igazolt, ahol 34 mérkőzésen 8 gólt szerzett.
A következő szezonban az Atlético Madrid visszaszerezte, de 2012-ben a Vallecano csapatához kölcsönbe került (16 mérkőzés, 10 gól).
2013-ban beválogatták Brazília válogatott csapatába, ahol kétszer kapott lehetőséget.
2014-ben Spanyolország válogatottjába is bekerült, ahol idáig 14 mérkőzésen játszott, és 4 gólt szerzett, részt vett a brazíliai világbajnokságon.
Szintén 2014-ben a Chelsea csapata leszerződtette és a 19-es mezszámot kapta.
Első idényében, melyet a Chelsea csapatánál töltött, bajnoki címet és ligakupát nyert. Második angliai szezonja ennek éles ellentéte volt: a csapat gyengén szerepelt és nem tudta kiharcolni a nemzetközi kupaindulást sem.
2022. szeptember 12-én leigazolta a Wolverhampton Wanderers, amellyel 2023 nyaráig kötött szerződést.
2023. augusztus 12-én a brazil Botafogóhoz szerződött .
Pályafutását a szintén brazil Grémioban folytatta, ahol 2024. február 8.-tól 2025 január 1.-ig volt kerettag. Habár visszavonulását nem jelentette be, új csapattal nem szerződött ezután.

## Sikerei, díjai
Atlético Madrid
- UEFA-szuperkupa (3): 2010, 2012, 2018
- Spanyol kupagyőztes (1): 2012–13
- Spanyol bajnok (1): 2013–14
- Európa-liga (1): 2017–18

Chelsea
- Angol ligakupa-győztes (1): 2014–15
- Angol bajnok (1): 2014–15

Atlético Mineiro
- Brazil bajnok: 2021
- Brazil kupagyőztes: 2021

## Statisztikái

### Klub
2018. május 3-án frissítve
| Klub               | Szezon           | Liga             | Liga            | Liga  | Kupa            | Kupa  | Európai         | Európai | összesen        | összesen |
| Klub               | Szezon           | Bajnokság        | Pályára lépések | Gólok | Pályára lépések | Gólok | Pályára lépések | Gólok   | Pályára lépések | Gólok    |
| ------------------ | ---------------- | ---------------- | --------------- | ----- | --------------- | ----- | --------------- | ------- | --------------- | -------- |
| Penafiel           | 2006–2007        | Liga de Honra    | 13              | 5     | 1               | 0     | —               | —       | 14              | 5        |
| Braga              | 2006–07          | Primeira Liga    | 6               | 0     | 1               | 0     | 2               | 1       | 9               | 1        |
| Celta Vigo         | 2007–2008        | Segunda División | 30              | 6     | 1               | 0     | —               | —       | 31              | 6        |
| Albacete           | 2008–2009        | Segunda División | 35              | 10    | 1               | 0     | —               | —       | 36              | 10       |
| Valladolid         | 2009–2010        | La Liga          | 34              | 8     | 2               | 1     | —               | —       | 36              | 9        |
| Atlético Madrid    | 2010–2011        | La Liga          | 28              | 6     | 5               | 1     | 6               | 1       | 39              | 8        |
| Rayo Vallecano     | 2011–2012        | La Liga          | 16              | 10    | 0               | 0     | —               | —       | 16              | 10       |
| Atlético Madrid    | 2012–2013        | La Liga          | 31              | 10    | 8               | 8     | 5               | 2       | 44              | 20       |
| Atlético Madrid    | 2013–2014        | La Liga          | 35              | 27    | 8               | 1     | 9               | 8       | 52              | 36       |
| Atlético Madrid    | összesen         | összesen         | 94              | 43    | 21              | 10    | 20              | 11      | 135             | 64       |
| Chelsea            | 2014–2015        | Premier League   | 26              | 20    | 4               | 1     | 7               | 0       | 37              | 21       |
| Chelsea            | 2015–2016        | Premier League   | 28              | 12    | 5               | 2     | 8               | 2       | 41              | 16       |
| Chelsea            | 2016–2017        | Premier League   | 35              | 20    | 7               | 2     | —               | —       | 42              | 22       |
| Chelsea            | 2017–2018        | Premier League   | 0               | 0     | 0               | 0     | —               | —       | 0               | 0        |
| Chelsea            | összesen         | összesen         | 89              | 52    | 16              | 5     | 15              | 2       | 120             | 59       |
| Atlético de Madrid | 2017–2018        | La Liga          | 13              | 3     | 3               | 2     | 4               | 2       | 20              | 7        |
| Atlético de Madrid | összesen         | összesen         | 13              | 3     | 3               | 2     | 4               | 2       | 20              | 7        |
| Karrier összesen   | Karrier összesen | Karrier összesen | 333             | 137   | 46              | 18    | 41              | 16      | 420             | 171      |

### A válogatottban
2018. június 15-én lett frissítve
| Nemzet        | Évek     | Pályára lépések | Gólok |
| ------------- | -------- | --------------- | ----- |
| Brazília      |          |                 |       |
| 2013          | 2        | 0               |       |
| összesen      | összesen | 2               | 0     |
| Spanyolország |          |                 |       |
| 2014          | 7        | 1               |       |
| 2015          | 3        | 0               |       |
| 2016          | 4        | 3               |       |
| 2017          | 2        | 2               |       |
| 2018          | 3        | 3               |       |
| összesen      | összesen | 19              | 9     |

#### Góljai a válogatottban
| #  | Dátum               | Helyszín                                           | Pályára lépés | Ellenfél        | Gól | Eredmény | Verseny              |
| -- | ------------------- | -------------------------------------------------- | ------------- | --------------- | --- | -------- | -------------------- |
| 1  | 2014. október 12.   | Stade Josy Barthel, Luxembourg, Luxemburg          | 7             | Luxemburg       | 3–0 | 4–0      | 2016-os Eb-selejtező |
| 2  | 2016. szeptember 5. | Estadio Reino de León, León, Spanyolország         | 12            | Liechtenstein   | 1–0 | 8–0      | 2018-as vb-selejtező |
| 3  | 2016. szeptember 5. | Estadio Reino de León, León, Spanyolország         | 12            | Liechtenstein   | 5–0 | 8–0      | 2018-as vb-selejtező |
| 4  | 2016. október 9.    | Loro Boriçi Stadium, Shkodra, Albánia              | 14            | Albánia         | 1–0 | 2–0      | 2018-as vb-selejtező |
| 5  | 2017. március 24.   | El Molinón, Gijón, Spanyolország                   | 15            | Izrael          | 3–0 | 4–1      | 2018-as vb-selejtező |
| 6  | 2017. június 11.    | II. Philip Aréna, Szkopje, Macedónia               | 16            | Észak-Macedónia | 2–0 | 2–1      | 2018-as vb-selejtező |
| 7  | 2018. március 27.   | Wanda Metropolitano Stadion, Madrid, Spanyolország | 16            | Argentína       | 1–0 | 6–1      | Barátságos mérkőzés  |
| 8  | 2018. június 15.    | Fist Stadion, Szocsi, Oroszország                  | 21            | Portugália      | 1–1 | 3–3      | 2018-as vb           |
| 9  | 2018. június 15.    | Fist Stadion, Szocsi, Oroszország                  | 21            | Portugália      | 2–2 | 3–3      | 2018-as vb           |
| 10 | 2018. június 20.    | Kazán Aréna, Kazany, Oroszország                   | 22            | Irán            | 1–0 | 1–0      | 2018-as vb           |